# 真主穆斯林游擊隊
真主穆斯林游擊隊（英語：Hizbul Mujahideen，意為「聖戰者党」）是在在印控克什米爾活動的伊斯蘭激進組織，其目標為使克什米爾脫離印度、併入巴基斯坦，已在印度境內發動多起襲擊，印度、歐盟、美國與加拿大均將其視為恐怖組織，巴基斯坦則認定其為合法團體。
真主穆斯林游擊隊約於1989年由克什米尔伊斯兰联盟成員穆罕默德·艾哈桑·达尔與穆罕默德·阿卜杜拉·班格魯創立，自成立起即受巴基斯坦三軍情報局（ISI）資助，游擊隊的聯絡辦事處位於巴基斯坦首都伊斯蘭馬巴德，其總部據稱位於巴控克什米尔的穆扎法拉巴德。有些學者將真主穆斯林游擊隊視為克什米尔伊斯兰联盟附屬的武裝團體。此團體是克什米爾衝突由民族主義衝突轉型成伊斯蘭激進聖戰運動的重要推手。

## 歷史
1988年，當時為克什米尔伊斯兰联盟學校教師的穆罕默德·艾哈桑·达尔越境至巴控克什米尔受訓，後來回到印控克什米爾發動對印度政府的武裝抗爭，克什米尔伊斯兰联盟的另一名成員穆罕默德·阿卜杜拉·班格魯加入其組織並擔任軍事顧問，成立真主穆斯林游擊隊。組織初建之時已有超過萬名武裝成員，大部分皆在巴基斯坦受訓，有些則在阿富汗內戰期間於阿富汗受訓，他們強烈譴責在屬印與屬巴之外提倡印控克什米爾獨立的其他團體，堅持克什米爾必須併入巴基斯坦。
真主穆斯林游擊隊發動的第一次重大襲擊為1990年3月21日暗殺時任克什米爾米爾威茲與全查謨克什米爾人民行動聯盟（克什米爾的跨黨派合作聯盟）主席穆罕默德·法魯克·沙阿 ，交火中共造成26人死亡。

## 另見
- 克什米爾衝突
- 查謨和克什米爾叛亂

### 書目
- Bhatnagar, Gaurav,  (PDF), The Journal of Politics and Society, 2009, 20 (1): 13–14  [2021-09-19], （原始内容存档 (PDF)于2016-03-05）
- Bose, Sumantra. . Harvard University Press. 2003. ISBN 978-0-674-01173-1 –archive.org.
- Fair, C. Christine. . Journal of Strategic Studies. 2013, 37 (2): 259–290. ISSN 0140-2390. S2CID 154750998. doi:10.1080/01402390.2013.811647.
- Farman Ali, Rao, , Srinagar: JayKay Books, 2017  [2021-09-19], ISBN 9789383908646, （原始内容存档于2022-01-11）
- Garner, George. . Terrorism and Political Violence. 2013, 25 (3): 419–434. ISSN 0954-6553. S2CID 143798822. doi:10.1080/09546553.2012.664202.
- Jamal, Arif, , Melville House, 2009  [2021-09-19], ISBN 978-1-933633-59-6, （原始内容存档于2022-01-04）
- Kiessling, Hein, , Hurst, 2016  [2021-09-19], ISBN 978-1-84904-863-7, （原始内容存档于2019-12-18）
- K., Santhanam. . Institute for Defence Studies and Analyses (SAGE Publications). 2003: 128  [2021-09-19]. ISBN 978-0-674-01173-1. （原始内容存档于2022-01-13）.
- Sirrs, Owen L., , Routledge: 177, 2016  [2021-09-19], ISBN 978-1-317-19609-9, （原始内容存档于2021-09-19）
- Staniland, Paul, , Cornell University Press, 2014  [2021-09-19], ISBN 978-0-8014-7102-5, （原始内容存档于2022-01-11）
- Swami, Praveen, , Asian Security Studies, Routledge, 2007  [2021-09-19], ISBN 978-0-415-40459-4, （原始内容存档于2021-10-09）